# Кикуйю (народ)
Кику́йю (кикуйю Agikûyû) — народ банту, живущий в центральной части Кении.    
Говорят на языке кикуйю, являющемся частью группы банту из бенуэ-конголезской семьи нигеро-конголезской макросемьи. По языку и культуре им близки: меру, эмбу, мбере.   

## История

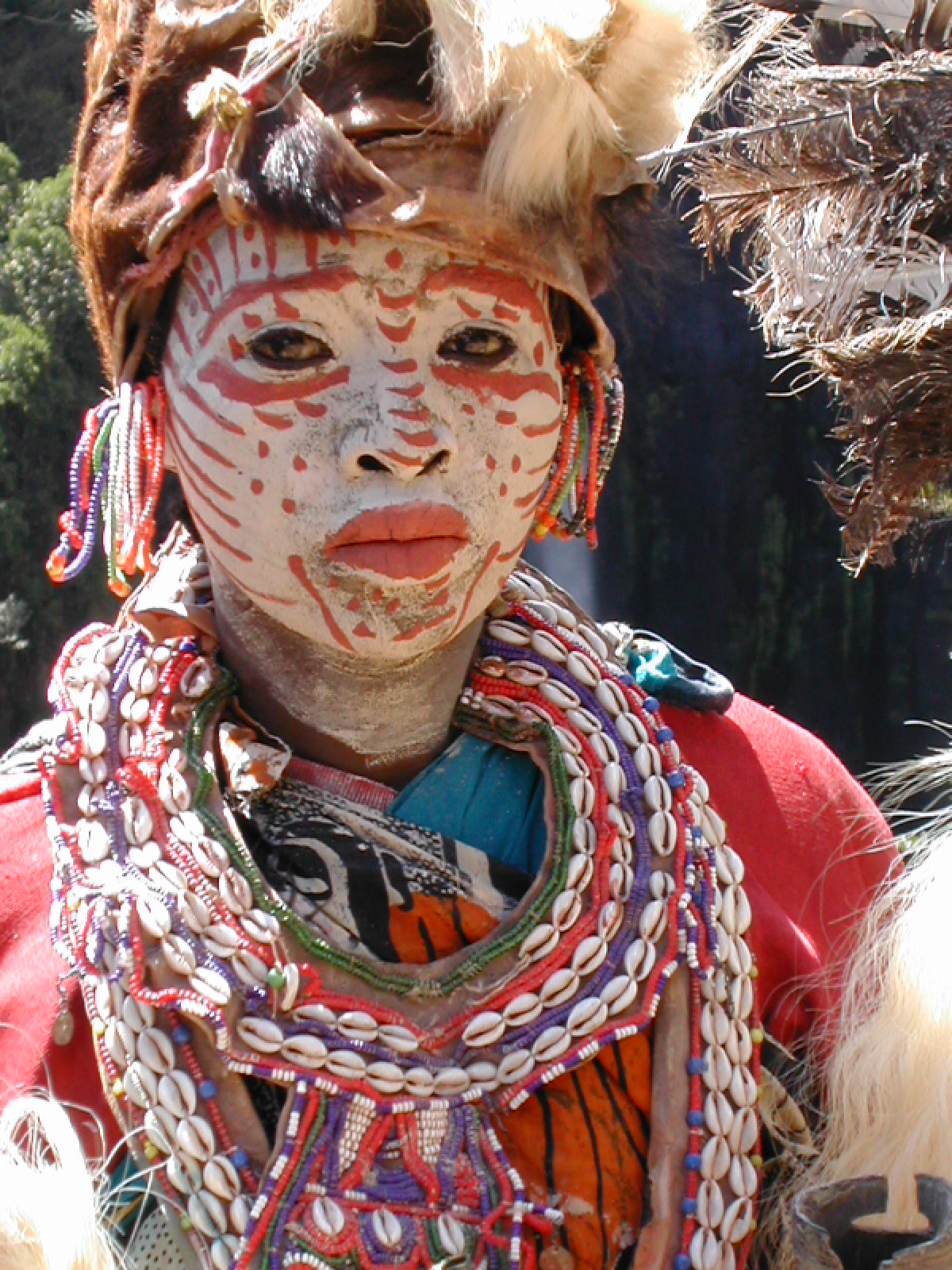
Женщина кикуйю в традиционном костюме

По преданиям, кикуйу пришли с востока (северо-восточнее реки Тана) примерно в XVI веке. До создания Британской Восточной Африки в 1895 году, кикуйю сохраняли географическую и политическую независимость почти от любого внешнего влияния в течение многих поколений. До прихода англичан арабы, занимавшиеся работорговлей, и их караваны проходили по южным краям народа кикуйю, но не совершали набегов с целью захвата рабов.   
Кикуйю находились в состоянии постоянного территориального расширения из-за многих факторов, таких как межродственные браки с другими народами, а также их поглощения.   

## Религия
Кикуйю верят во всемогущего бога-создателя, Нгаи, и в постоянное духовное присутствие предков. Наряду с древними традиционными верованиями закрепилось христианство.  

## Быт
Основное занятие — земледелие (экспортная культура — кофе). Как дополнительная отрасль традиционно было развито отгонно-пастбищное скотоводство. 

Практикуется ирригация и террасирование горных склонов. Мужчины пасут овец, коз, для повышения престижа и для обрядов разводят крупный рогатый скот. Развиты выплавка и ковка железа (мужчины); гончарством занимаются женщины. Традиционное жилище — тукуль, одежда — кожаная накидка. В доколониальный период делились на 10 матрилинейных родов (мохерега), ведущих своё происхождение от дочерей мифических первопредков. Родовые подразделения (мбари) управляются советами старейшин, сохраняются больше-семейные общины (ньюмба — дом). Распространена полигиния; каждая жена с несовершеннолетними детьми живёт в отдельной хижине. 

Традиционные жилища в деревне кикуйю (1960 год).

Практикуется система ограничения рождаемости: женщина может родить следующего ребёнка, лишь отняв от груди предыдущего. В случае бесплодия жены заключается договор между ней и способной к деторождению наложницей, дети которой считаются потомством от законной жены. Первого ребёнка называют по имени деда или бабки со стороны отца, второго — со стороны матери. Система терминов родства бифуркативного типа с генерационным скосом «омаха»; сиблинги классифицируются при помощи описательных конструкций типа «сын отца», «дочь отца», «сын матери» и «дочь матери». Развита система возрастных классов (риика); существовали советы старейшин (киама), в прошлом — молодых воинов (нджаме йа анаке). Практикуются возрастные инициации (ируа) с мужским и женским обрезанием. Сохраняются культы предков и одушевлённых сил природы, верховного божества творца Нгаи, помещаемого на горе Кения. Распространён миф о родоначальниках К. Гикуйю и Мумби и их дочерях. По праздникам готовят пиво из сахарного тростника, мёда и плодов. Распространена скарификация. Для танцев (нгучо, ндуумо и др.) раскрашивают лицо и тело белой и красной глиной; в танцах используют ритуальные щиты (ндоми) с геометрическими рисунками.
Для традиционной социальной организации была характерна высокоразвитая система возрастных классов.

## Численность
В конце XX века численность кикуйю составляла более 4 400 000 человек , они являлись самой большой этнической группой в Кении, примерно 20 % от общего населения. 
По состоянию на 2019 год, кикуйю остается самой крупной этнической группой в Кении, составляя 17 % от населения страны или 8 148 668 человек.

## Современность

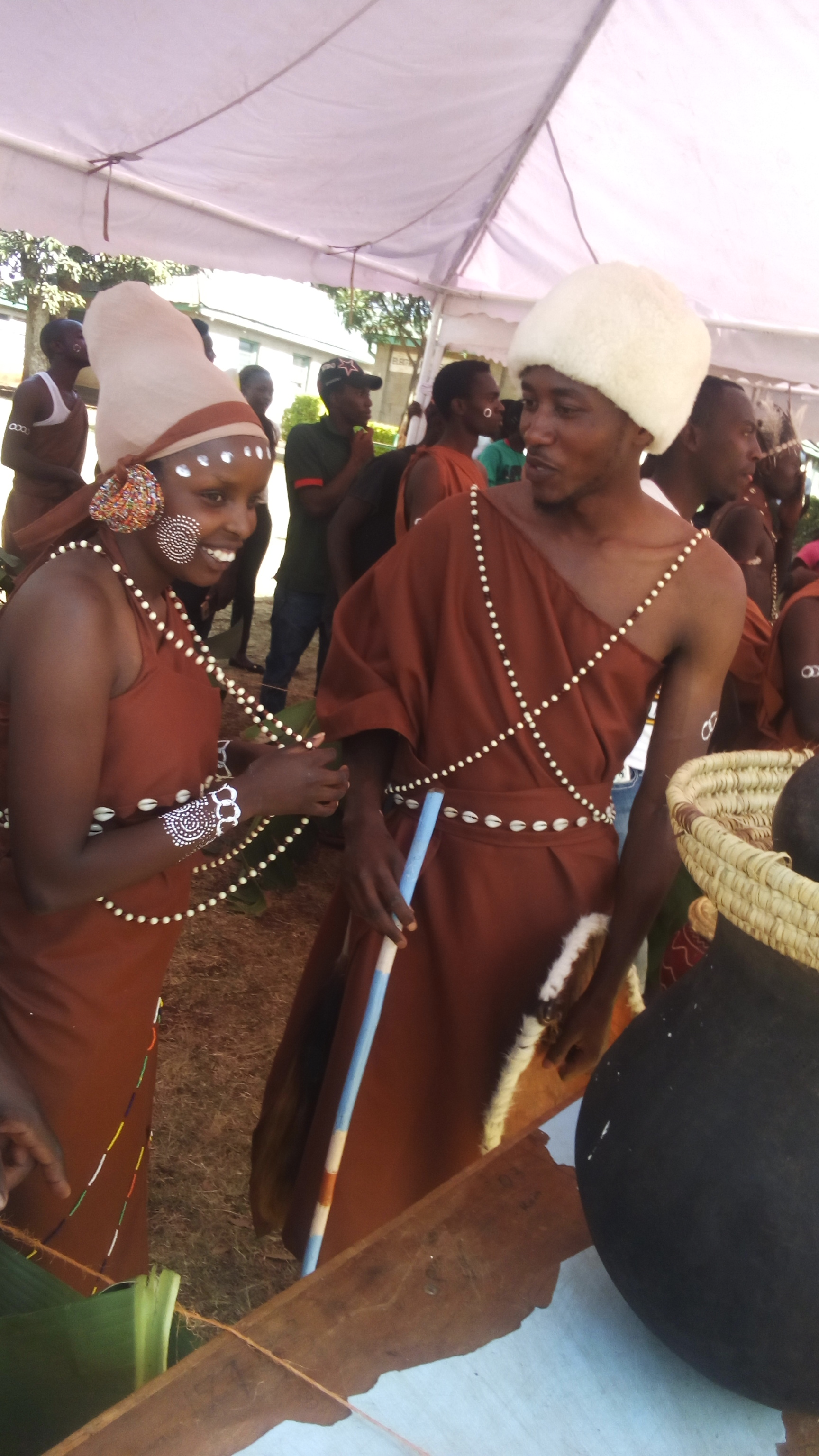
Мужчина кикуйю и его жена. Кения, 2020 год.

Современные кикуйю заняты фермерским и кооперативным хозяйством, работой по найму, бизнесом. Составляют большинство населения городов Найроби, Тимау, Наньюки, Наро-Мору, Ньери, Муранга, Керугуя и др. Значительно число лиц с высшим образованием, активно участвуют в политической жизни. Национальные лидеры Кении Д. В. Кимати, Дж. Кениата, нынешний президент Мваи Кибаки, лауреат Нобелевской премии мира Вангари Маатаи, писатель Нгуги ва Тхионго также принадлежат к кикуйю.

## Известные кикуйю
- Кениата, Джомо (1891—1978) — «отец кенийской нации».
- Кибаки, Мваи (род. 1931), президент Кении в 2002—2013 годах.
- Кимати, Дедан Вачиури (1920—1957) — лидер восстания мау-мау.
- Камати, Чарльз (род. 1978) — чемпион мира 2001 года в беге на 10 000 метров.